# Bielsko-Biała
Bielsko-Biała [ˈbʲɛlskɔ ˈbʲawa]ⓘ es una ciudad polaca situada en el voivodato de Silesia (desde 1999), previamente la capital del voivodato de Bielsko-Biała (1975-1998). La ciudad, situada al sur del país, cuenta con una población de 176 987 habitantes (2006). Se encuentra al pie de los montes Cárpatos, muy cerca de la frontera con la República Checa y Eslovaquia. Situada entre Cracovia y Katowice, Bielsko-Biała está compuesta de dos ciudades situadas en las orillas del río Biała, Bielsko y Biała, que se unieron en 1951. Es una de las ciudades más importantes de la Eurorregión Beskidy. Sus actividades turísticas se centran en la práctica del esquí y el senderismo y son muy conocidas sus rutas por las montañas Tatra.

## Historia
Entre 1933 y 1938 un equipo arqueológico descubrió las ruinas de un asentamiento fortificado en lo que ahora se conoce como el distrito de Stare Bielsko (Bielsko Antiguo). El asentamiento se dató entre los siglos XII y XIV. El centro actual de la ciudad se pudo desarrollar en la primera mitad del siglo XIII. Fue entonces cuando se construyó un castillo en un pequeño promontorio. En algún momento en los siglos XIII o XIV el pueblo recibió la carta de ciudad. La fecha exacta de este evento es desconocida pues los documentos han desaparecido.

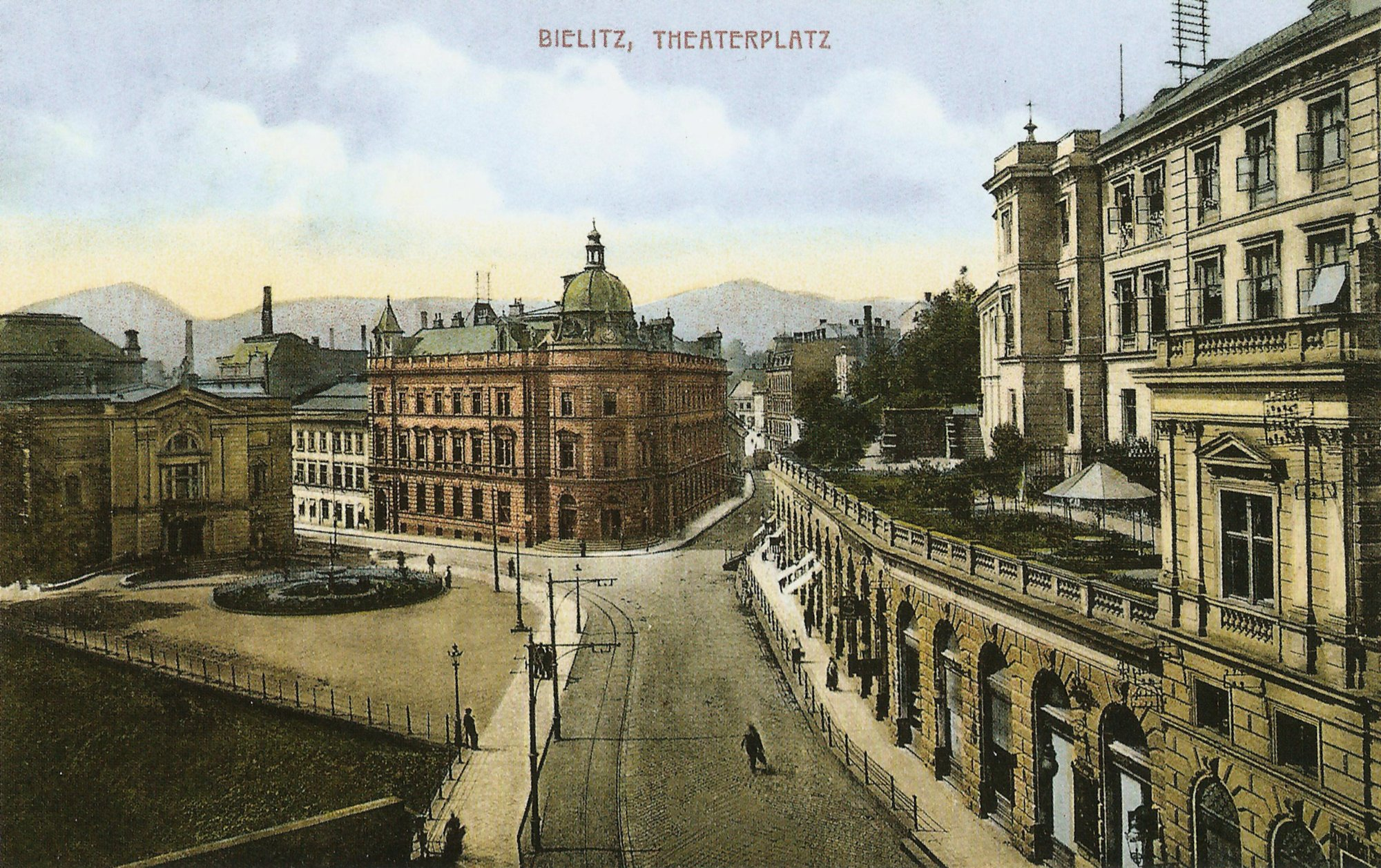
Plaza del Teatro y Pidzamche, hacia 1915

La ciudad de Bielsko se menciona por primera vez en una carta escrita por el duque de Cieszyn en 1312 al que la ciudad perteneció durante siglos. Desde 1457 el río Biała (blanco en polaco) delimita el borde entre Silesia y la Pequeña Polonia. Silesia pertenecía a Austria mientras que la Pequeña Polonia a Polonia. Así que en el 1723 en el otro lado del río Biała se constituyó la ciudad del mismo nombre.
En 1772 Biała se anexionó a Austria y se incluyó en la provincia de Galitzia. En 1918 ambas ciudades pasaron a Polonia, aunque una parte importante de su población era de origen germánico. Durante la Segunda Guerra Mundial la ciudad fue anexionada al Tercer Reich y su población judía enviada al campo de exterminio de Auschwitz.
Después de la invasión del Ejército Rojo en 1945 la población de origen germánico fue expulsada.
En 1951 se creó la ciudad de Bielsko-Biała en la que se unificaron las dos ciudades.

## Economía e industria
Actualmente Bielsko-Biała es una de las partes más desarrolladas de Polonia. Se encuentra situada en el segundo puesto como ciudad más atractiva para los negocios según la revista Forbes. Sobre un 5 % de la población se encuentra desempleada (comparada con el 9,6 % en Polonia). Bielsko-Biała es conocida por su producción textil y especialmente por la industria del automóvil.

## Monumentos

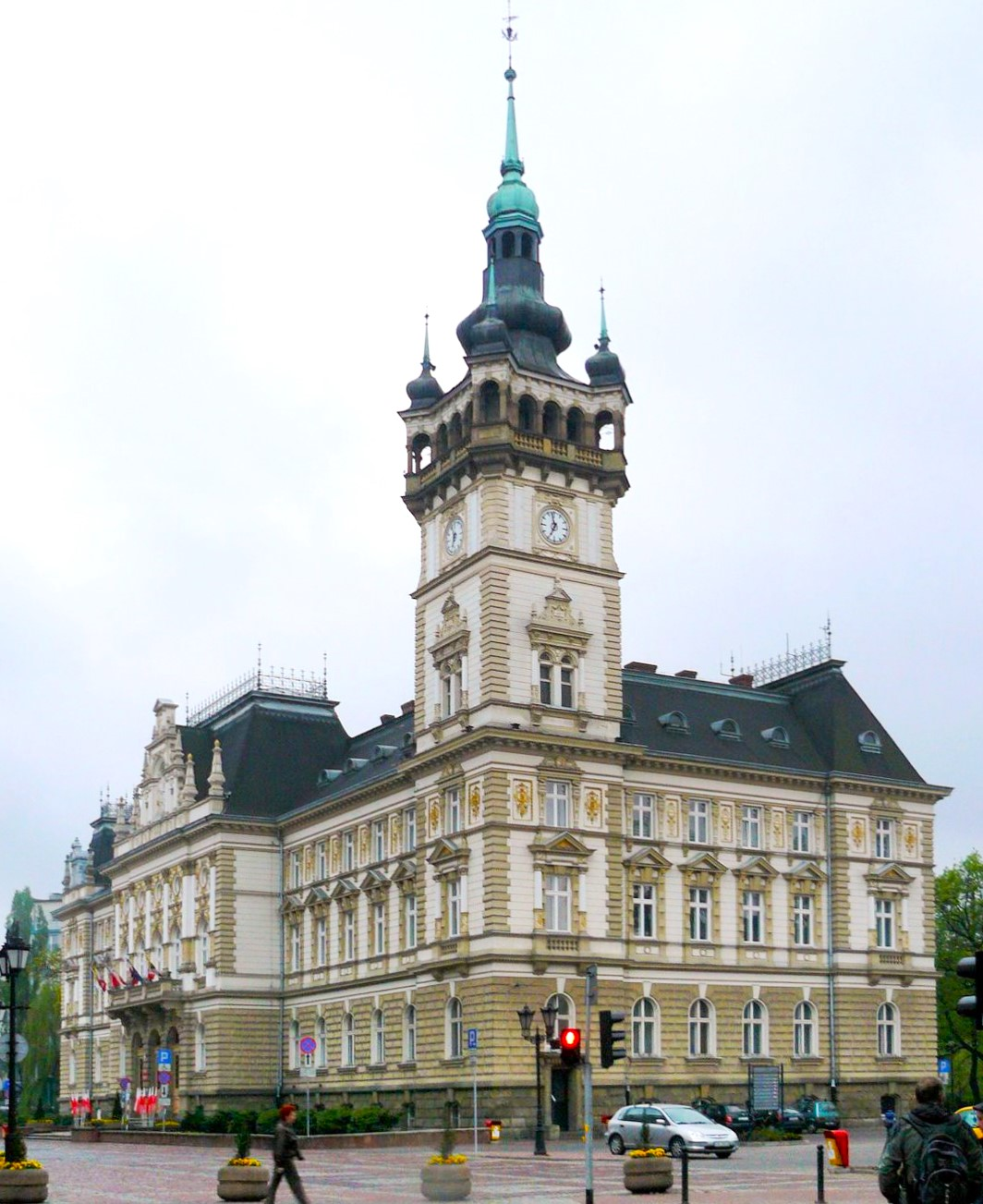
Ayuntamiento de Bielsko-Biała.

Bielsko-Biała es conocida como la "Viena" polaca[cita requerida] por su tipo de arquitectura y sus edificios antiguos, muchos de los cuales se encuentran en el centro de la ciudad. Además tiene numerosos monumentos históricos.

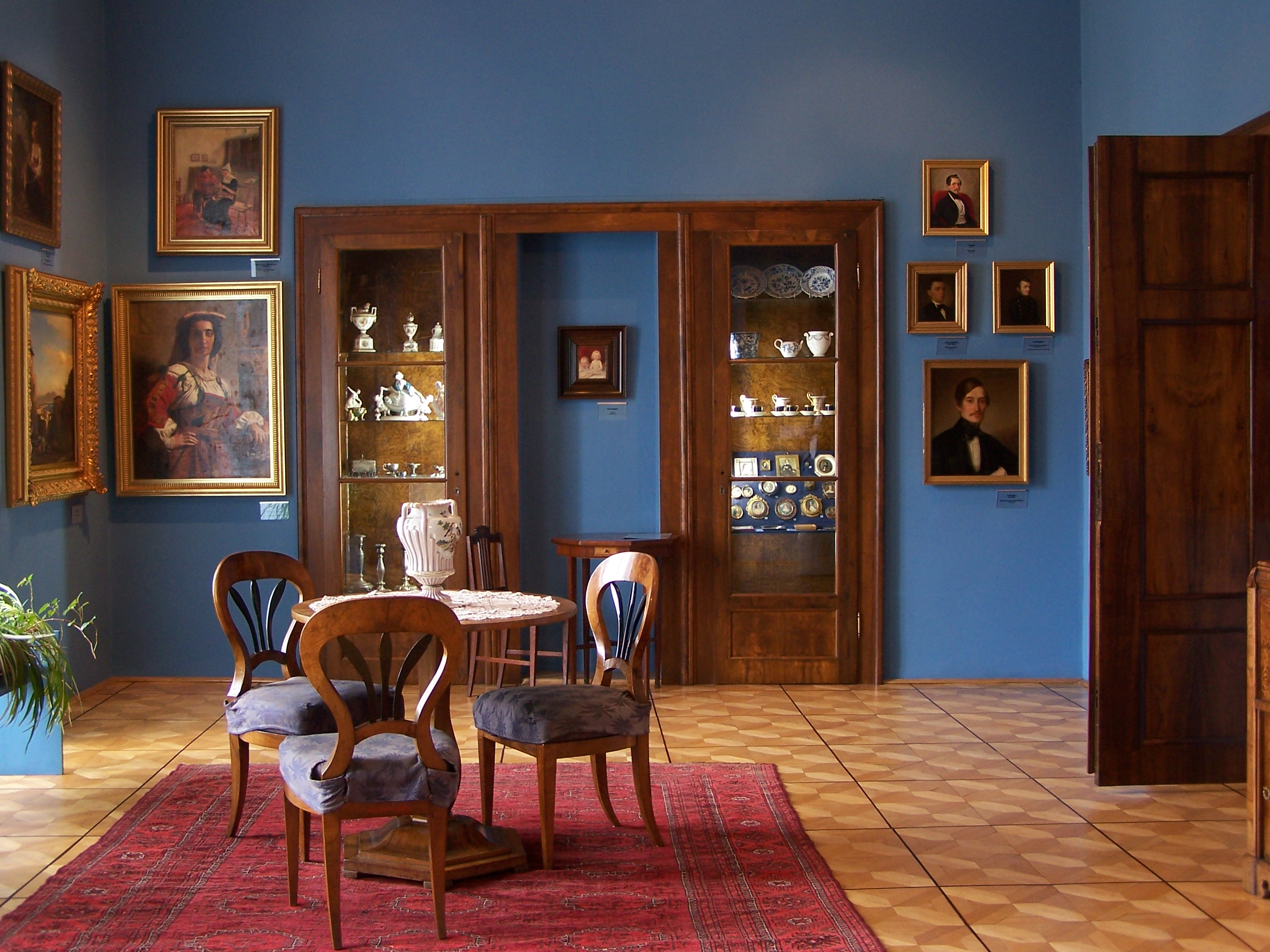
"El salón azul" y una galería de arte en el Castillo Museo Bielsko.

- Museo de Bielsko-Biała, situado en el castillo de los Duques de Cieszyn (siglo XV), más tarde Castillo de la princesa Sułkowski.
- El Ayuntamiento construido en 1897.
- Hotel Prezydent.
- El cementerio Judío fundado en 1849.
- La catedral de San Nicolás del año 1447 y reedificada en 1909-1910.
- Casa de las Ranas, una mansión de Art Nouveau.
- La Galería de Arte de Bielsko, galería BWA.

## Distritos municipales
- Biała
- Stare Bielsko
- Straconka
- Mikuszowice Śląskie i Mikuszowice Krakowskie
- Aleksandrowice
- Wapienica
- Olszówka Dolna i Olszówka Górna
- Hałcnów
- Komorowice Śląskie i Komorowice Krakowskie
- Leszczyny
- Lipnik

## Educación
- Universidad de Bielsko-Biała (ATH)
- Bielska Wyższa Szkoła Biznesu i Informatyki im. J. Tyszkiewicza (Escuela Superior de Negocios e Informática J. Tyszkiewicz)
- Wyższa Szkoła Administracji (Escuela Superior de Administración)
- Wyższa Szkoła Bankowości i Finansów (Escuela Superior de Banca y Finanzas)
- Wyższa Szkoła Ekonomiczno-Humanistyczna (Escuela Superior de Economía y Humanidades)

## Política
Miembros del Parlamento (Sejm) elegidos en Bielsko-Biała:
- Stanisław Szwed (Ley y Justicia - PiS)
- Grzegorz Puda (Ley y Justicia - PiS)
- Przemysław Drabek (Ley y Justicia - PiS)
- Kazimierz Matuszny (Ley y Justicia - PiS)
- Grzegorz Gaża (Ley y Justicia - PiS)
- Mirosława Nykiel (Coalición cívica - KO)
- Małgorzata Pępek (Coalición cívica - KO)
- Mirosław Suchoń (Coalición cívica - KO)
- Przemysław Koperski (Izquierda - Lewica)

Miembros del Parlamento (Senat) elegidos en Bielsko-Biała
- Agnieszka Gorgoń-Komor (Coalición cívica - KO)

## Política municipal
- Alcalde: Jarosław Klimaszewski
- Diputados: Przemysław Kamiński, Adam Ruśniak y Piotr Kucia

## Deporte
- Podbeskidzie Bielsko-Biała - equipo de fútbol masculino(jugando en la Primera División polaca desde 2002/2003).
- BBTS Bielsko-Biała - equipo masculino de voleibol que juega actualmente en la Polska Liga Siatkówki, primera división del país.
- BKS Stal Bielsko-Biała - equipo femenino de voleibol:Campeón de Polonia en 2004, jugando en la serie A de la Liga Femenina de Voleibol.